# Suszeptibilität für Mykobakteriosen durch kompletten IL12B-Defekt
Die Suszeptibilität für Mykobakteriosen durch kompletten IL12B-Defekt ist eine sehr seltene angeborene Mendelsche Anfälligkeit für Erkrankungen durch Mykobakterien durch kompletten Mangel an Interleukin-12B (IL12). Es handelt sich um eine Form der Autosomal-rezessiven Suszeptibilität für Mykobakteriosen durch kompletten Defekt mit Krankheitsbeginn bereits in den ersten Lebensjahren.
Synonyme sind: MSMD durch kompletten IL12B-Defekt; Mendelsche Anfälligkeit für Krankheiten durch Mykobakterien bei vollständigem Interleukin 12B-Mangel
Die Erstbeschreibung stammt aus dem Jahre 1998 durch die französischen Ärzte  Frédéric Altare, David Lammas, Patrick Revy und Mitarbeiter.

## Verbreitung
Die Häufigkeit wird mit unter 1 zu 1.000.000 angegeben, bislang wurde über etwa 50 Betroffene vorwiegend aus Nordafrika bis Indien berichtet, die Vererbung erfolgt autosomal-rezessiv.

## Ursache
Der Erkrankung liegen homozygote Mutationen im IL12B-Gen auf Chromosom 5 Genort q31.1-33.1  zugrunde, welches für die p40-Untereinheit des IL12 kodiert.

## Klinische Erscheinungen
Klinische Kriterien sind:
Manifestationsalter:Kleinkindalter, Neugeborenenzeit
- Krankheitsbeginn als Neugeborenes oder Kleinkind
- häufigste Infektion ist Bazillus Calmette-Guérin (BCG), meist nach Impfung
- in 50 % Nicht-typhöse Salmonellen-Infektionen

Seltener Soor, Nokardiose und Infektion mit Klebsiella

## Diagnose
Die medizinische Labordiagnostik ergibt eine fehlende Nachweisbarkeit von IL12 p70 und IL12 p40 im ELISA nach Vollblut-Aktivierung. IFN-gamma ist nur in geringer Menge vorhanden. Die genetische Ursache kann durch humangenetische Untersuchung gesichert werden.

## Differentialdiagnostik
Abzugrenzen sind die anderen Formen der Mendelschen Anfälligkeit für Erkrankungen durch Mykobakterien, besonders die Suszeptibilität für Mykobakteriosen durch kompletten IL12RB1-Defekt.

## Therapie
Die Behandlung besteht zur Infektkontrolle in Gabe von Interferon-γ, verlängerter Gabe von Antibiotika und dem Vermeiden einer BCG-Impfung.